# Martin Kunert
Martin Kunert, ur. w Warszawie jako Marcin Stanisław Kunert-Dziewanowski, współzałożyciel Boooya Studios, producent, reżyser i scenarzysta filmowy. 
Ukończył szkołę filmową New York University. 
W 2004 roku zainicjował i wyreżyserował głośny dokument Głosy Iraku (Voices of Iraq), w którym rozesłał Irakijczykom sto pięćdziesiąt kamer cyfrowych, by filmowali swoje życie. Magazyn "Movie Maker" określił ten film jako przełomowy, zarówno jeśli chodzi o zawartość, jak i proces produkcyjny. Kunert stworzył film tak nowatorski, że Academy of Motion Picture Arts and Sciences włączyła film Głosy Iraku do swego zbioru filmów. Pracując z "Avid Technologies and A Pair of Hands post", Martin Kunert rozwinął techniki, które umożliwiły tani transfer obrazu cyfrowego na taśmę 35 mm, stosowaną w dystrybucji kinowej. 
Wcześniej Martin Kunert był twórcą i producentem wykonawczym MTV Fear, pierwszego filmu reality, w którym uczestnicy filmują się nawzajem. Martin Kunert był twórcą atmosfery strachu, jaka towarzyszyła temu programowi w czasie jego produkcji, rozwinął wizualny i muzyczny styl programu i uprościł proces montażu, dzięki czemu 250 godzin nakręconego przez uczestników materiału zostało wmontowane do czterdziestopięciominutowych epizodów programu. MTV Fear trafił do wielu programów telewizyjnych, fanklubów, DVD i programów opartych na jego zasadach, włączając programy NBC Nieustraszeni i VH1 Celebrity Panorama Project.
Martin Kunert wyreżyserował także filmy telewizyjne i kinowe, w tym Mroczne opowieści (Campfire Tales, 1997). Był też twórcą i producentem wykonawczym HRT. Tworzył reality show dla Columbia Tri Star.
Jest członkiem Directors Guild of America i Writers Guild of America. Reprezentuje go agencja ICM. 

## Filmografia
| Year | Project          | Credit                             | Studio/Network        |
| ---- | ---------------- | ---------------------------------- | --------------------- |
| 2008 | Fugue State      | scenarzysta, reżyser               | Booya Studios         |
| 2008 | Miracle Chasers  | scenarzysta, producent wykonawczy  | Columbia Tristar      |
| 2005 | Dodging Bullets  | scenarzysta                        | Warner Bros.          |
| 2004 | Voices of Iraq   | producent, reżyser                 | Magnolia Pictures     |
| 2002 | The Mayor        | twórca, producent wykonawczy       | Columbia Tristar      |
| 2003 | CHiPs            | scenarzysta, producent wykonawczy  | Warner Bros.          |
| 2002 | The Brazilian    | scenarzysta                        | Paramount             |
| 2002 | Catch            | scenarzysta, producent wykonawczyr | CBS                   |
| 2002 | Beautiful People | scenarzysta, producent wykonawczy  | USA Networks          |
| 2001 | HRT              | scenarzysta, producent wykonawczy  | CBS, Columbia TriStar |
| 2001 | Inside Fear      | twórca, producent wykonawczyr      | MTV                   |
| 2001 | Faces of Fear    | twórca, producent wykonawczy       | MTV                   |
| 2000 | MTV's Fear       | twórca, producent wykonawczy       | MTV                   |
| 1998 | Hindenburg       | scenarzysta                        | 205h Century Fox      |
| 1998 | Rogue Force      | reżyser                            | Miramax               |
| 1997 | Campfire Tales   | scenarzysta, reżyser               | New Line Cinema       |